# Thawatchai Bubsiri
Thawatchai Bubsiri (* 24. August 1992) ist ein thailändischer Fußballspieler.

## Karriere
Thawatchai Bubsiri stand bis 2014 beim TOT SC (Telephone Organization of Thailand) unter Vertrag. Wo er vorher gespielt hat, ist unbekannt. Der Verein aus der thailändischen Hauptstadt Bangkok spielte in der ersten Liga des Landes, der Thai Premier League. Für den TOT SC absolvierte er 2014 ein Erstligaspiel. Hier kam er am 3. Mai 2014 (11. Spieltag) im Heimspiel gegen Ratchaburi Mitr Phol zum Einsatz, wo er in der 86. Minute für Seksit Srisai eingewechselt wurde. 
Seit Anfang 2015 ist er vertrags- und vereinslos.